# Быченко, Светлана Николаевна
Светла́на Никола́евна Быче́нко (род. 12 июня 1965 года, село Предивное Красноярского края) — российский кинорежиссер-документалист.

## Биография
Окончила Высшие курсы сценаристов и режиссеров (отделение документального кино, мастерская Л. Гуревича, специальность — режиссёр документального кино) и Уральский Государственный университет им. М.Горького (факультет журналистики). Живёт в Москве.

## Фильмография
- 2023 — «A lumine motus/Меня приводит в движение свет»[1]
- 2021 — «За русской песней»
- 2020 — «Этнографические сны. Русское Устье»
- 2019 — «Мухоловка и другие жители Земли»
- 2018 — «Последние Робинзоны Охотского моря»
- 2016 — «Территория Куваева» — документальный фильм.
- 2016 — «Псковские лебеди», «Одиночество козодоя» из цикла «Страна птиц», телеканал «Культура».
- 2015 — «Тетеревиный театр» из цикла «Страна птиц»: эфир телеканала «Культура».
- 2015 — «Отшельники реки Пры» из цикла «Страна птиц»: эфир телеканала «Культура».
- 2014 — «Глухариные сады» из цикла «Страна птиц»: эфир телеканала «Культура».
- 2013 — «Птицы и люди», документальный сериал («Баллада о лесных рыцарях», «Братья и птицы»).
- 2012 — «Страна птиц-2» («Тайная жизнь камышовок», «Шикотанские вороны»): эфир телеканала «Культура».
- 2012 — «Нити накала» — документальный фильм.
- 2011 — «Кукушкин сад» — документальный фильм.
- 2011 — «Страна птиц» — 12 серий — документальный сериал по заказу канала «Культура».
- 2010 — «Житие интеллигента Демидова».
- 2009 — «Приближение к Веночке», видеоприложение к журналу «Русский пионер».
- 2008 — «Острова. Венедикт Ерофеев», канал «Культура».
- 2008 — «Выдуманная жизнь», 2 серии.
- 2007 — «Путешествие белого слона к белому царю» — анимационный фильм.
- 2007 — «Пацаны».
- 2007 — Безмолвная опера «Хрустальный мир».
- 2006 — «Острова. Варлам Шаламов».
- 2005 — «Твои вороны» — анимадок.
- 2004 — «Мои вороны» — документальная повесть.
- 2004 — «Жена лекаря» — кукольно-документальный фильм.
- 2003 — «Гармонист» — анимационный фильм.
- 2002 — «Шлю привет» — документальный мультфильм из цикла «100 фильмов о Москве».
- 2002 — «В ожидании рая» — документальный фильм.
- 2002 — «Фрау Мария», документальный фильм.
- 2001 — «Возвращение» — документальный фильм из цикла Саввы Кулиша «100 фильмов о Москве».
- 2000 — «Побег слонов из России» — жанр «документальная сказка».
- 1999 — «Профессионал» — документальный фильм.
- 1999 — «Полина» — документальный фильм.
- 1999 — «Мемуары первоклассника» — анимадок из цикла Саввы Кулиша «100 фильмов о Москве».
- 1997 — «Метаморфозы».
- 1997 — «Вечный бал», документальный фильм из цикла Саввы Кулиша «100 фильмов о Москве».
- 1996 — «Метод вычитания или твой одноклассник».

## Награды и премии
- Приз Festival International du Film Ornitologique (Франция) за фильм «Мухоловка и другие жители Земли», 2019
- Диплом XXIV Международного фестиваля экологических фильмов «Зеленый взгляд» XXIV International Environmental Film Festival за фильм «Мухоловка и другие жители Земли», 2019
- Диплом Международного экологического фестиваля «Спасти и сохранить», Ханты-Мансийск за фильм «Мухоловка и другие жители Земли», 2019
- Диплом Киноассамблеи на Днепре за фильм «Мухоловка и другие жители Земли», 2019
- Диплом Всероссийского фестиваля природы «Первозданная Россия» за фильм «Последние Робинзоны Охотского моря», 2018
- Приз за режиссуру и операторское мастерство — Всероссийский экологический фестиваль «Меридиан надежды», 2014
- Приз «За режиссуру» XIV Международный фестиваля документального кино «Флаэртиана», 2014
- 1-й приз в номинации «Природа России» фестиваль документального кино «Свидание с Россией», Ингушетия, 2014
- Специальный приз жюри «Лучшая режиссерская работа» XIII Байкальского международного кинофестиваля «Человек и Природа», 2014
- Диплом фестиваля Festival International du Film Ornithologique, 2014
- Приз «За операторское мастерство». Фестиваль документального кино «Россия», 2011
- Лауреат 16-го Международного экологического фестиваля «Спасти и сохранить», 2011
- Номинант национальной премии «Лавр» в номинации «Лучший документальный сериал 2011»
- Главный приз «Золотая гагара» Международного экологического фестиваля «Спасти и сохранить» 2011 г.,
- Приз Экологического фестиваля, Италия 2011
- Диплом четвертого Международного кинофестиваля «Встреча», 2009
- Диплом Комитета по культурному наследию г. Москвы «За лучший фильм о Москве», 2008
- Приз Международного кинофестиваля «МИР ЗНАНИЙ», Санкт-Петербург, 2008
- Приз Российского кинофестиваля «Славянская сказка», 2007
- Номинация Премии «ЛАВР»; участник Международной конференции «ИНПУТ» (Варшава), 2007
- Приз фестиваля документального кино «Окно в Россию», 2007.
- Приз Международного фестиваля антропологического кино, Салехард, 2007
- Приз V Российского фестиваля антропологических фильмов (Салехард, 2006) «За опыт детской антропологии», 2007
- Rodοs International Films + Ecokids-Rodos, 2007
- Диплом Международного фестиваля фильмов для детей, Болгария, 2007
- Медаль Евразийского телефорума «За лучший сценарий», 2005
- Приз фестиваля «Мировоззренческое кино», 2005
- Приз «ТЭФИ»-2004
- Диплом фестиваля документального кино «Россия», Екатеринбург, 2001
- Приз Гильдии кинокритиков «БЕЛЫЙ СЛОН», 2000
- Приз международного фестиваля «Окно в Европу», Выборг, 2000
- Специальный приз «За открытие нового жанра в документальном кино», фестиваль документального кино «Россия», Екатеринбург, 2000
- Диплом международного фестиваля «Послание к человеку», СПб, 2000
- Диплом Международного студенческого фестиваля «Святая Анна», диплом международного фестиваля «Послание к человеку», СПб, 1997
- Диплом Международного фестиваля «Послание к человеку», СПб, 1996